# Övre Älvdals församling
Övre Älvdals församling är en församling i Norra Värmlands kontrakt i Karlstads stift. Församlingen ligger i Torsby kommun i Värmlands län och utgör ett eget pastorat.

## Administrativ historik
Församlingen bildades 2010 av Norra Finnskoga församling, Södra Finnskoga församling, Dalby församling och Norra Ny-Nyskoga församling och utgör därefter ett eget pastorat.

## Kyrkor

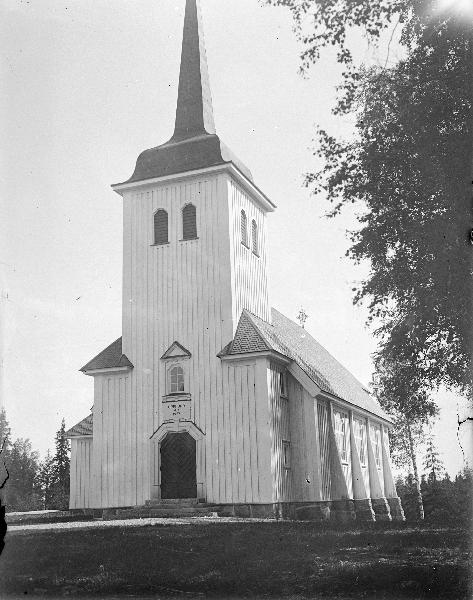
Nyskoga kyrka
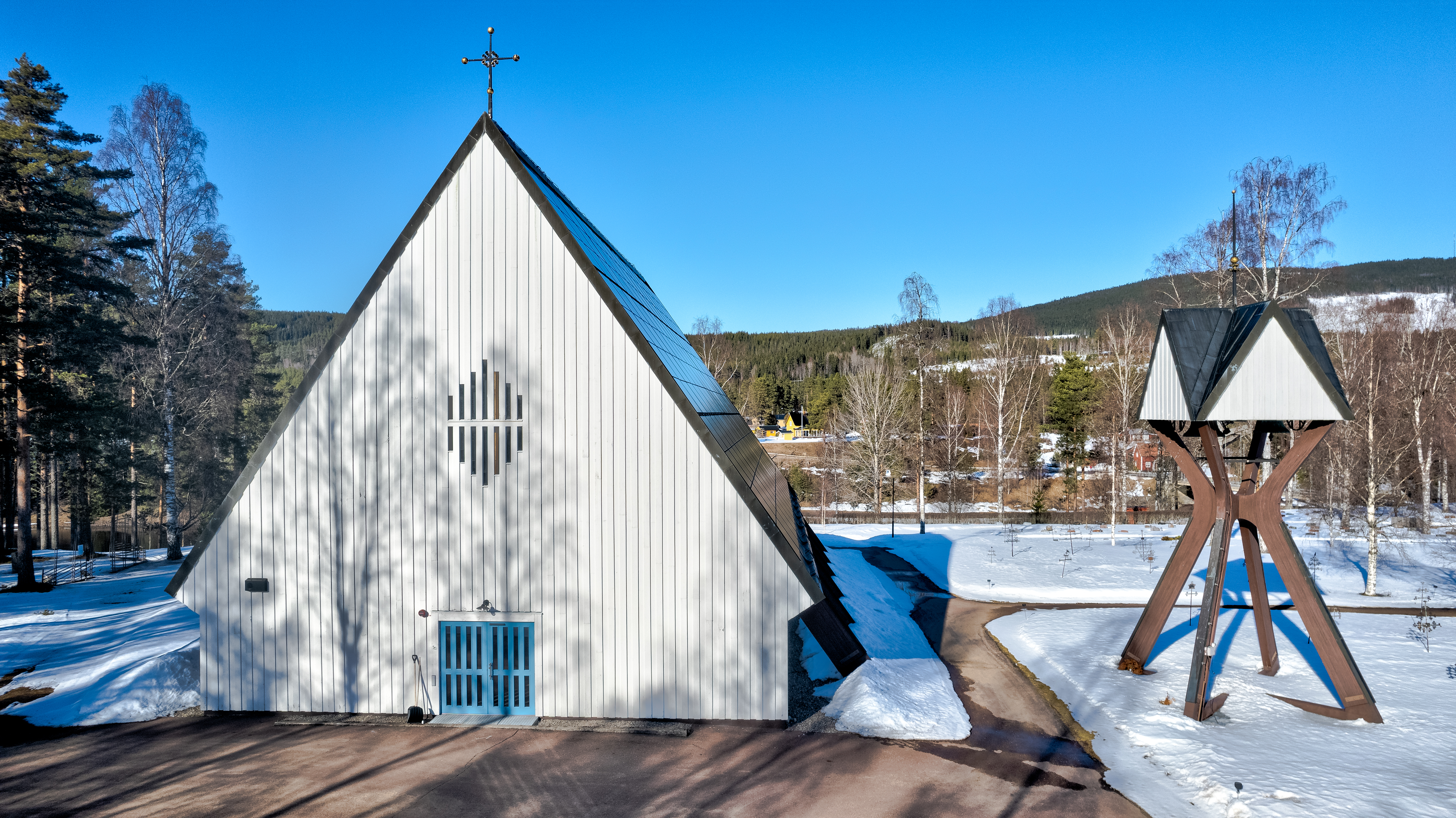
Norra Finnskoga kyrka
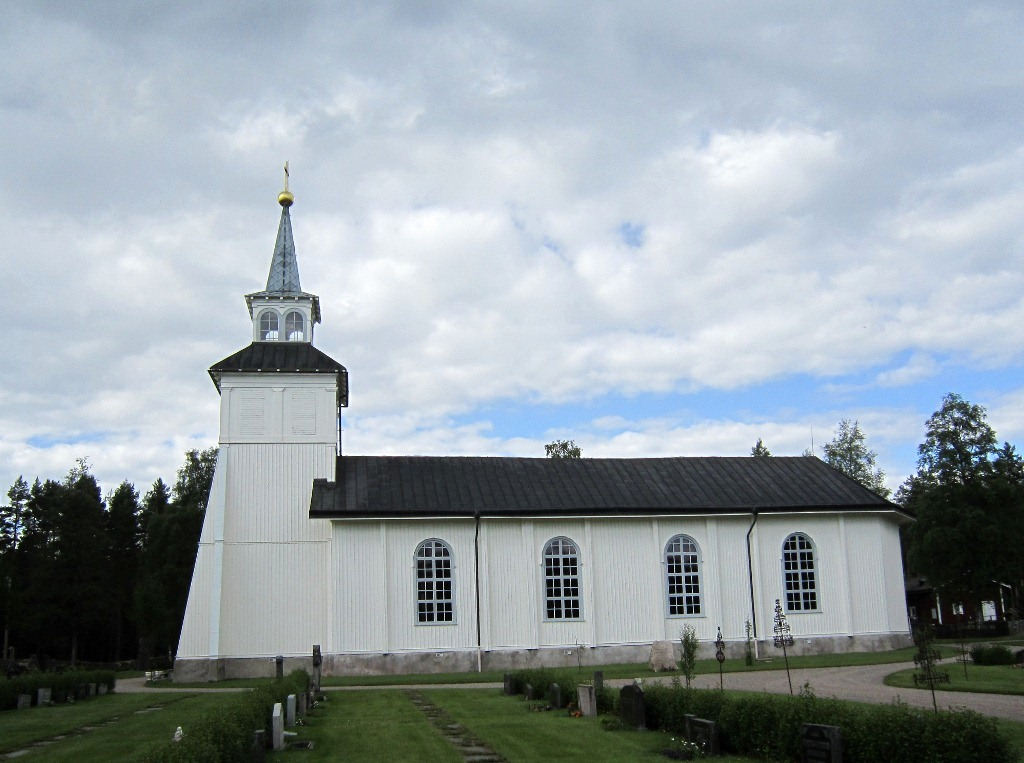
Södra Finnskoga kyrka
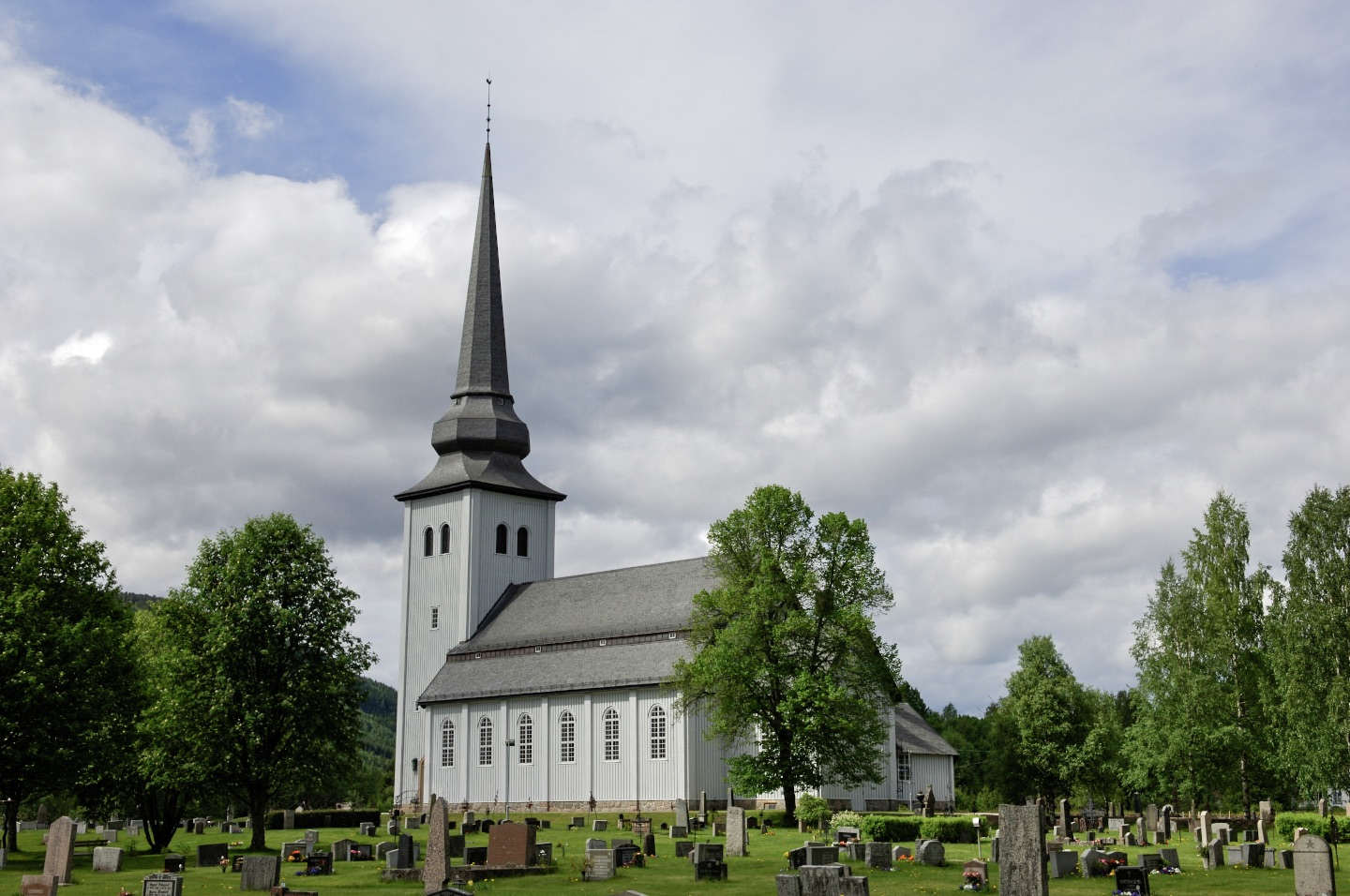
Dalby kyrka
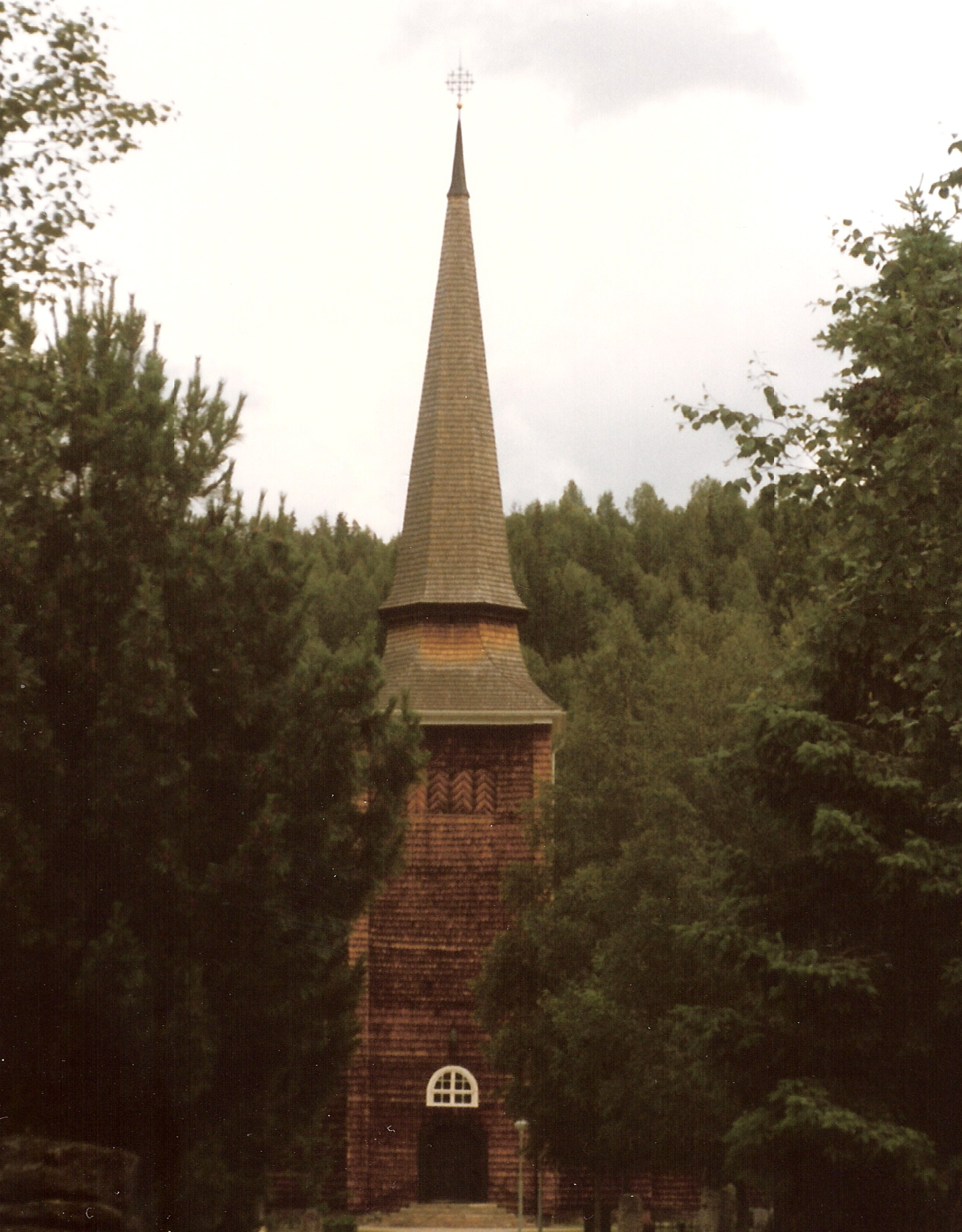
Norra Ny kyrka